# Droga wojewódzka nr 246
Droga wojewódzka nr 246 (DW246) – droga wojewódzka w południowej części woj. kujawsko-pomorskiego o długości ok. 88 km łącząca Paterek z Dąbrową Biskupią. Droga przebiega przez tereny trzech powiatów: nakielskiego (gminy: Nakło nad Notecią, Szubin), żnińskiego (gmina Łabiszyn) oraz inowrocławskiego (gminy: Złotniki Kujawskie, Rojewo, Gniewkowo, Dąbrowa Biskupia).
Do 2019 przebudowie poddane zostały odcinki Paterek – Szubin, Szubin – Łabiszyn oraz Złotniki Kujawskie – Gniewkówiec.

## Miejscowości leżące przy trasie DW246
- Paterek (DW241)
- Samoklęski Duże
- Szubin (DW247)
- Łabiszyn (DW253, DW254)
- Lisewo Kościelne
- Złotniki Kujawskie (DK25)
- Gniewkówiec
- Żelechlin (DW399)
- Rojewo
- Gniewkowo (DK15)
- Dąbrowa Biskupia (DW252)